# TP Mazembe
Tout Puissant Mazembe, în trecut cunoscuți ca Englebert, este un club de fotbal congolez cu sediul în Lubumbashi. Meciurile de acasă le joacă pe Stade Municipal de Lubumbashi.
În 2010 a făcut istorie la Campionatul Mondial al Cluburilor FIFA 2010 devenind primul club din afara Europei și a Americii de Sud care a intrat în finală învingând Sport Club Internacional din Brazilia cu 2-0.

## Palmares
- African Cup of Champions Clubs/CAF Champions League: 4
  - Câștigător : 1967, 1968, 2009, 2010
  - Finalist : 1969, 1970

- Cupa Cupelor Africii: 1
  - Câștigător : 1980

- Linafoot: 10
  - Campioni  : 1966, 1967, 1969, 1976, 1987, 2000, 2001, 2006, 2007, 2009

- Coupe du Congo: 5
  - Câștigător : 1966, 1967, 1976, 1979, 2000
  - Finalist : 2003

## Fotbaliști notabili
| - Ilunga Mwepu - Papin Alakiaku Bananga - Janvier Bokungu - Tshilola Tshinyama - Ntumba Kalala - Pierre Kalala - André Kalonzo - Eric Kateng | - Pierre Katumba - Robert Kazadi - Dieumerci Mbokani - Sony Mpinda - Martin Tshinabu - Boule Tshizeu - Saïdi Léonard - Nega Beraki |